# Гибралтар на Европском првенству у атлетици у дворани 2017.
Гибралтар је учествовао на 34. Европском првенству у дворани 2017 одржаном у Београду , Србија, од 5. до 8. марта. Ово је седмо Европско првенство у дворани од 1986. године када је Гибралтар први пут учествовао.
Репрезентацију Гибралтара представљала су 3 такмичара (2 мушкарца и 1 жена) који су такмичили у 3 дисциплине (2 мушке и 1 женска).
Представници Гибралтара нису освојили ниједну медаљу, али је оборен један национални и лични рекорд.

## Учесници
| Мушкарци: - Џераи Торес — 60 м - Харви Диксон — 1.500 м | Жене: - Зиан Хук — 60 м |  |

## Резултати

### Мушкарци
| Атлетичар    | Дисциплина | Лични рекорд | Квалификације | Квалификације | Полуфинале           | Полуфинале           | Финале               | Финале  | Детаљи |
| Атлетичар    | Дисциплина | Лични рекорд | Резултат      | Место         | Резултат             | Место                | Резултат             | Место   | Детаљи |
| ------------ | ---------- | ------------ | ------------- | ------------- | -------------------- | -------------------- | -------------------- | ------- | ------ |
| Џераи Торес  | 60 м       | 7,16 НР      | 7,23          | 6. у гр. 4    | Није се квалификовао | Није се квалификовао | Није се квалификовао | 26 / 26 |        |
| Харви Диксон | 1.500 м    | 3:44,31 НР   | 3:54,09       | 8. у гр. 1    |                      |                      | Није се квалификовао | 19 / 22 |        |

### Жене
| Атлетичарка | Дисциплина | Лични рекорд | Квалификације | Квалификације | Полуфинале            | Полуфинале            | Финале                | Финале       | Детаљи |
| Атлетичарка | Дисциплина | Лични рекорд | Резултат      | Место         | Резултат              | Место                 | Резултат              | Место        | Детаљи |
| ----------- | ---------- | ------------ | ------------- | ------------- | --------------------- | --------------------- | --------------------- | ------------ | ------ |
| Зиан Хук    | 60 м       | 8,34 НР      | 8,33 НР       | 8. у гр. 1    | Није се квалификовала | Није се квалификовала | Није се квалификовала | 37 / 37 (38) |        |